# Мартинес Лакайо, Роберто
Роберто Мартинес Лакайо (исп. Roberto Martínez Lacayo; 18 декабря 1899 — 16 февраля 1984, Манагуа, Никарагуа) — никарагуанский государственный и военный деятель, член национальной правительственной хунты Никарагуа (1972—1974).

## Биография
Член Либеральной националистической партии. Служил в национальной гвардии, был доверенным лицом Анастасио Сомосы.
- 1956—1972 гг. — начальник генерального штаба никарагуанской армии,
- 1972—1974 гг. — министр обороны,
- 1972—1974 г. — член национальной правительственной хунты Никарагуа.